# Ligne GHQ

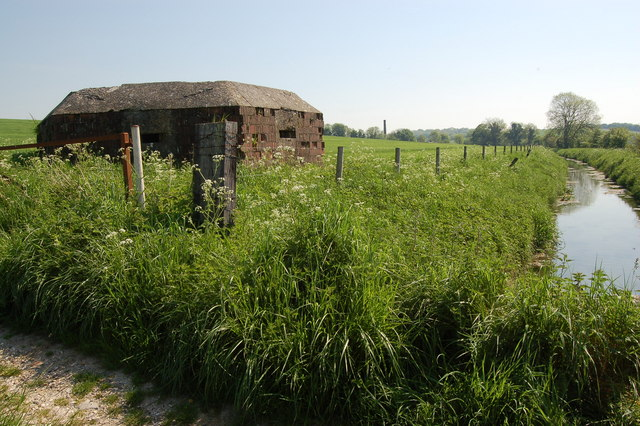
Une casemate type FW3/22 près du canal Kennet et Avon

La ligne GHQ ou Ligne du Grand Quartier Général (en anglais GHQ line pour General Headquarters Line) est une ligne de défense construite au Royaume-Uni pendant la Seconde Guerre mondiale pour contenir l'invasion allemande.
L'armée britannique avait abandonné la plupart de ses équipements en France après l'évacuation de Dunkerque. Il a donc été décidé de construire un système statique de lignes de défense de la Grande-Bretagne, conçu pour compartimenter le pays et retarder les Allemands assez longtemps pour que des forces plus mobiles puissent contre-attaquer. Plus de 50 lignes de défense ont été construites en Grande-Bretagne, la ligne GQG étant la plus longue et la plus importante. Elle visait à protéger Londres et le cœur industriel de la Grande-Bretagne.
La ligne GQG partait de l'extrémité de la ligne d'arrêt Taunton près de Highbridge dans le Somerset, le long de la rivière Brue et du canal Kennet et Avon jusqu'à Reading, puis autour du sud de Londres au sud de Guildford et Aldershot, jusqu'à Canvey Island et Great Chesterford dans l'Essex, avant de se diriger vers nord à la fin dans le Yorkshire.
Sur la section de la ligne dans l'Essex, entre Great Chesterford et Canvey Island, les défenses étaient constituées de près de 400 casemates en béton de type FW3, qui faisaient partie des fortifications de campagne britanniques de la Seconde Guerre mondiale. Plus de 100 casemates existent encore sur cette section en 2010, avec environ 40 casemates de type 22, 24, 26, 27 et 28 visibles depuis l'autoroute A130 (en), récemment construite, entre Rettendon et Howe Green (en). Beaucoup plus de casemates FW3 sont encore en place au nord de Chelmsford le long de la vallée Chelmer et vers Great Dunmow.